# Tancrède Melet
Pour les articles homonymes, voir Melet.
Tancrède Melet, né le 4 février 1983 à Laxou (Meurthe-et-Moselle) et mort le 5 janvier 2016 à Aurel (Drôme), est un funambule français.

## Biographie
Né en 1983 en Meurthe-et-Moselle, d'un père médecin et d'une mère professeur de mathématiques, Tancrède Melet grandit dans l'Hérault et jusqu'à l'adolescence, suit une instruction à domicile. Après des études d'ingénieur, il pratique ce métier pendant quatre ans avant de le quitter en 2008 pour s'adonner aux sports de pleine nature aux côtés de Julien Millot. Le duo commence par la slackline et plus particulièrement sa version d'altitude la highline. Après quelques années, l'activité de Tancrède Melet s'oriente vers le spectacle vivant et se présente comme « artiste du vide ». Il est co-créateur du collectif flying frenchies qui associe artistes, sportifs et ingénieurs. Melet, ainsi que le groupe, se fait connaître pour sa capacité à mixer les arts du cirque traditionnels (mât chinois, bascule coréenne) avec des cascades considérées comme plus extrêmes (BASE jump).
Dans un court-métrage documentaire de 2011 de Séb Montaz-Rosset I believe I can fly, on peut le voir marcher des highlines, faire du basejump et de la wingsuit en compagnie de ses amis Julien Millot, Anicet Leone, Sébastien Brugalla, Théo Sanson et Antoine Moineville entre les gorges du Verdon, les Mercuriales à Paris, et la Norvège.
Son solo sur la skyline de l'aiguille du Grépon, visible dans le court-métrage documentaire de Séb Montaz-Rosset avec le collectif des Flying frenchies « Le petit bus rouge » (sorti en 2013) dans le massif du Mont-Blanc restera dans les mémoires[réf. nécessaire].
Le 10 février 2012 sur France 5, il répond à une interview de Michel Cymes et Marina Carrère d'Encausse en duo avec Julien Millot pour le magazine de la santé.
Le 11 juillet 2015, il est reçu par Thierry Ardisson dans l'émission Salut les Terriens en tant qu'invité « Zéro limite ».
Le 5 janvier 2016, au cours de la préparation d'un spectacle, il meurt à la suite d'une chute après qu'une montgolfière l'a entraîné lors de son décollage.